# Ligier JS P2
La Ligier JS P2 è una vettura sport prototipo appartenente alla categoria LMP2 progettata dal costruttore francese Onroak Automotive e realizzata in collaborazione con l'ex pilota francese Guy Ligier. Progettato per rientrare nella categoria Le Mans Prototype 2 (LMP2), è la prima vettura chiusa nonché anche la prima progettata interamente dalla Onroak. La JS P2 ha debuttato alla 24 Ore di Le Mans del 2014 ed è stata impiegata nel Campionato mondiale Endurance, European Le Mans Series, Asian Le Mans Series e United SportsCar Championship.